# Bund für Umwelt und Naturschutz Deutschland
Pour les articles homonymes, voir Bund et Bund (homonymie).
Le Bund für Umwelt und Naturschutz Deutschland e. V. ou BUND – un acronyme récursif désignant la « Fédération allemande pour l'environnement et la protection de la nature » – est une organisation non gouvernementale de défense de l'environnement, représentant en Allemagne le mouvement international des Amis de la Terre.
L'organisation est créée le 20 juillet 1975 à l'initiative de 21 écologistes dont Bernhard Grzimek, Bodo Manstein (qui est devenu son premier président), Horst Stern, Hubert Weinzierl, Gerhard Thielcke, Herbert Gruhl, Hubert Weiger ainsi qu'Enoch zu Guttenberg. D'abord connue sous le nom de Bund für Natur- und Umweltschutz Deutschland (BNUD), elle a été renommée en 1977 sous son nom actuel. Le président actuel est depuis le 1er décembre 2007 Hubert Weiger.
Le BUND comptait en 2016 584 000 membres, donateurs et mécènes ce qui en fait une des principales associations écologiques allemandes. Elle disposait en 2016 d'un budget de 27,1 millions € et elle est reconnue d'utilité publique. Il s'agit d'une fédération ayant son siège à Berlin-Mitte regroupant 2 200 groupes locaux à travers toute l'Allemagne.
L'association dispose également d'une section jeunesse, le Bundjugend. Ses membres doivent avoir moins de 25 ans.
Le 21 mai 2019, la fédération allemande pour l'environnement et la protection de la nature (Bund) révèle en utilisant les données fournies par l'agence fédérale de l'environnement allemande comme par l'Agence européenne des produits chimiques que 654 entreprises opérant en Europe ne respectent pas, entre 2014 et 2019, le protocole européen d'enregistrement, évaluation et autorisation des produits chimiques, censé protéger la santé et l'environnement des Européens. Ces entreprises emploient massivement des substances de synthèse interdites et potentiellement dangereuses,,.
En janvier 2023, l'association porte plainte devant le juge administratif de Berlin-Brandebourg contre le gouvernement fédéral allemand. Elle l'accuse d’enfreindre la législation allemande sur le climat, et de faillir à ses obligations environnementales. L'objectif est d'alerter l'opinion publique et de forcer la coalition au pouvoir à prendre des mesures d'urgence pour lutter contre le réchauffement climatique. En effet, en 2021, l'objectif de réduire ses émissions de gaz a effet de serre de 40% par rapport a 1990 n'a pas été atteint par l’Allemagne. De plus, selon les projections du groupe de réflexion Agora Energiewende (en), l’année 2022 n'a pas fait mieux. Les secteurs du logement et du transport, en particulier, polluent encore massivement. Le recours accru au charbon, accéléré par la crise énergétique et la fin des livraisons de gaz russe agave encore les choses.